# إمارة مكناسة
كان موسى بن أبي العافية المكناسي التازي من أهم قواد الفاطميين وهو الذي دلل المغرب لهم وانهى دولة الادارسة وهو الذي استقدم قبيلتي مغراوة ومكناسة من الغرب الجزائري واستمر حاكما على تازة ما بين 917 و937م ولما منع من ولاية فاس للفاطميين اعلن الولاء للامويين بالأندلس واطاعته قبائل زناتة من بربر الريف وايث وراين وقبائل غياثة والتسول والبرانس واعلن سيطرته على كل البسيط بين تلمسان ووادي اللبن عند فاس وانتهت امارتهم سنة 1071م على يد المرابطين وخلال حكم هذه الإمارة تم بناء رباط تازة بجوار مدينة تازة القديم

كان موسى بن أبي العافية المكناسي التازي من أهم قواد الفاطميين وهو الذي دلل المغرب لهم وانهى دولة الادارسة وهو الذي استقدم قبيلتي مغراوة ومكناسة من الغرب الجزائري واستمر حاكما على تازة ما بين 917 و937م ولما منع من ولاية فاس للفاطميين اعلن الولاء للامويين بالأندلس واطاعته قبائل زناتة من بربر الريف وايث وراين وقبائل غياثة والتسول والبرانس واعلن سيطرته على كل البسيط بين تلمسان ووادي اللبن عند فاس وانتهت امارتهم سنة 1071م على يد المرابطين وخلال حكم هذه الإمارة تم بناء رباط تازة بجوار مدينة تازة القديم

| اسم     | '''إمارة مكناسة'''                         |
| اللقب   | أحفاد موسى بن أبي عافية                    |
| تعليق   | أمارة حكمت في تازة ما بين القبائل الزناتية |
| القائد  | موسى بن أبي العافية                        |
| مقتله   | 341 هـ                                     |
| المدة   | ما بين 917م و937م                          |
| نهاية   | 1071م                                      |
| مكان    | تازة                                       |
| العاصمة | مكناسة الشرقيةحاليا                        |
| بلد     | المملكة المغربية                           |

## موسى بن أبي العافية
موسى بن أبي العافية قائد عسكري ينتمى إلى قبيلة مكناسةزناتية، حكم فاس وطنجة وتازة وتسول وكثير من أعمال المغرب. أجلى موسى بن أبي العافية الأدارسة بعد أن ملك فاس، كما ناهض دعوة العبيديين في المغرب، وتحالف مع عبد الرحمن الناصر لدين الله لمجابهتهم. لما علم عبيد الله المهدي بالتحالف سيّر جيشًا بقيادة حميد بن تيسيل الكتامي استطاع هزيمة موسى بن أبي العافية، الذي هرب إلى تسول، ولم يعد إلى فاس إلا بعد أن غادرها الكتامي. لم يلبث الفاطمي أن يرسل جيشًا آخر بقيادة الفتى ميسور الشيعي، الذي أجلى ابن أبي العافية عن فاس. ظل ابن أبي العافية شريدًا حتى مقتله عام 341 هـ، في بعض بلاد ملوية.

### الأصل إمارة مكناسة
مكناسة الشرقية و مكناسة الغربيةوهم قرية من أصل واحد إنفصلا وهم عبارة عن قريةمغربية أمازيغية ريفية مستعربة الزناتية شمال المملكة، تنتمي إلى إقليم تازة الساحلي، شرقي مدينة فاس، ويعتبر سكان القرية هم التازويون الأصليون ومن أهم شخصياتها التاريخية موسى بن أبي العافية قائد إمارة مكناسة

### من هم المكانسة

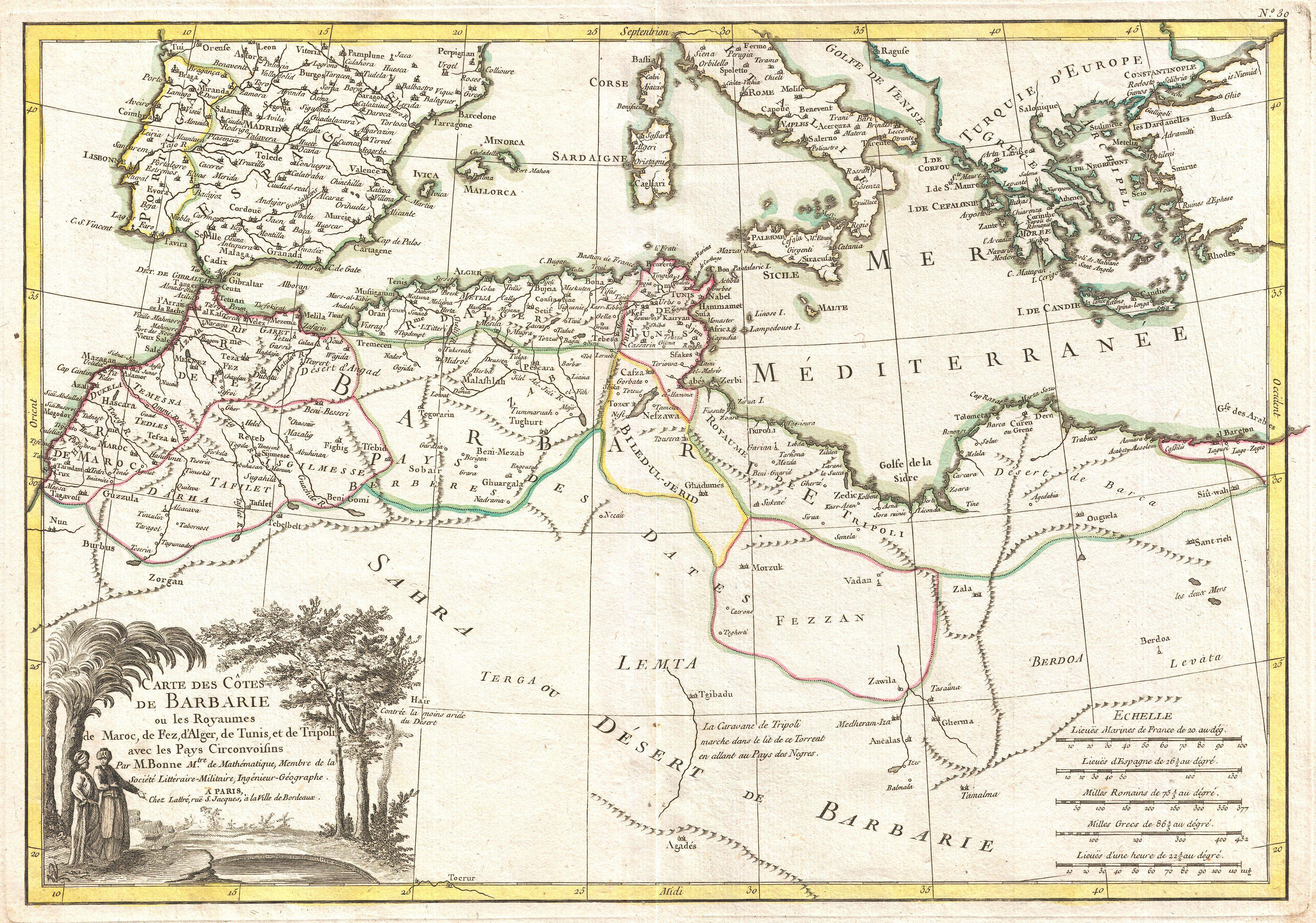
خريطة رسمت سنة 1771 لـ الساحل البربري و كل بلاد البربر

مكناسة هي قبيلة أمازيغية زناتية مستوطنة في المغرب تازة وغرب الجزائر.
أصل المكانسة من إقليم طرابلس وجنوبي تونس، ولكنهم نزحوا في وقت ما قبل الإسلام إلى الغرب واستقروا في الجزائر الحالية (المغرب الأوسط) ووسط المغرب الحالي (المغرب الأقصى). وما يشهد لوجودهم، لعديد من الأمور منها، اسم مدينة مكناس بالمغرب.
بعد فتح المسلمين لبلاد المغرب، اعتنق المكانسة الإسلام، سنة 711م شاركت مجموعة من أعضاء هذه القبيلة تحت قيادة طارق ابن زياد في فتح بلاد قوط غربيون بمعركة سهل البرباط. استوطنوا شمال قرطبة في الأندلس، وأسسوا في القرن 11 سلالة بنو الأفطس في بطليوس[بحاجة لمصدر].
مجموعة أخرى من المكانسة شاركت في انتفاضة ميسرة (739-742)، اعتنقوا إسلام الخوارج وأقاموا على الحافة الشمالية للصحراء إمارة سجلماسة (771-980). كما اكسب هذا تتويجا للمنطقة الغربية في تجارتها عبر الصحراء مع السودان وأدى إلى الازدهار الاقتصادي الكبير. كما كان لتحالفهم مع الخلافة بقرطبة الفضل في صد الهجمات التي قام بها الفاطميون. لكن بعد تحالف الأمير المعتز مع الفاطميين، هب المغراويون حلفاء الأمويين آنذاك، إلى إخراج قبيلة مكناسة من سجلماسة، وظلُوا يهيمنون عليها حتى 1054، إلى ان دُمرت المدينة من قبل المرابطين.
في القرن 10 كان جزء آخر من بطون قبيلة مكناسة، تحت قيادة موسى ابن أبي عافية حليف موالي للفاطميين في مكافحة الأمويين وحلفائهم في المغرب. أطاحوا بالرستميين من تاهرت سنة 912 وهجّروا الصالحيين سنة 917 من مملكة نكّور شمال المغرب. إلا انهم لم يتمكنوا من القضاء على مقاومة المغراويين في شمال المغرب بشكل دائم. بعد ضعف قبيلة مكناسة جراء حربها الضروس مع المغراويين، لم يبق لها سوى الخضوع لحكم المرابطين في القرن 11.